# Пелагос (Аркадия)
Пе́лагос (греч. Πέλαγος — «море») — деревня в Греции, на Пелопоннесе, в Аркадии. Расположена на высоте 670 м над уровнем моря, в 2 км к северо-западу от деревни Зевголатион в 4 км к северо-востоку от города Триполис. Административно относится к общине Триполис в периферии Пелопоннес. Площадь 4,594 км². Население 151 человек по переписи 2011 года.
Западнее проходит Автострада Мореи.
К северо-западу находится база ВВС Греции.

## История
Павсаний пишет:
За храмом Посейдона [в Мантинее] начинается местность, вся поросшая дубами, так называемая Пелагос; и дорога из Мантинеи в Тегею ведёт через эту рощу.
По Павсанию на опушке рощи Пелагоса произошла битва под Мантинеей 362 года до н. э., в которой афиняне и мантинейцы вступили в бой с беотийцами. В битве смертельно ранен фиванский полководец Эпаминонд. Здесь же находится могила Эпаминонда.

## Население
| Год  | Население, человек |
| ---- | ------------------ |
| 1991 | 116                |
| 2001 | 115                |
| 2011 | ↗ 151              |